# Youssof Tolba
Youssof Tolba, född 30 januari 2001, är en egyptisk bågskytt. Han deltog vid olympiska sommarspelen 2020.